# Kleinmazama
Der Kleinmazama (Mazama nana) ist eine Art der Hirsche, die in Südamerika im südöstlichen Brasilien, im südöstlichen Paraguay und im Norden der argentinischen Provinz Misiones vorkommt. In Brasilien umfasst das Verbreitungsgebiet den äußersten Süden von Minas Gerais, São Paulo mit Ausnahme der Serra do Mar, den Süden und Südosten von Mato Grosso do Sul, Paraná, Santa Catarina und den Norden von Rio Grande do Sul.

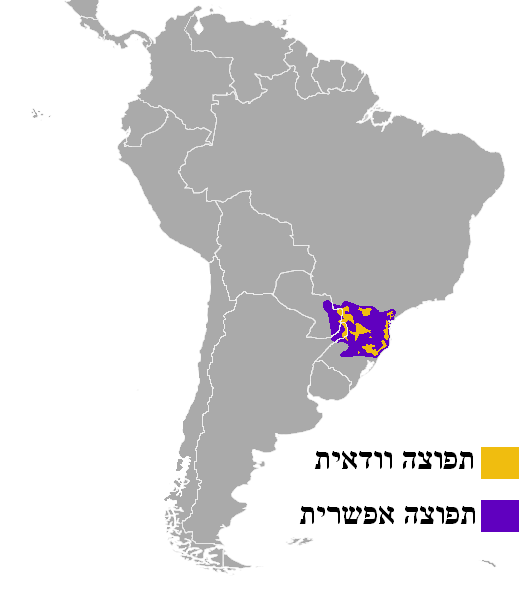
Das Verbreitungsgebiet des Kleinmazamas
Art ist vorhanden
Möglicherweise noch vorhanden

## Merkmale
Der Kleinmazama ist ein relativ kleiner Spießhirsch. Er erreicht eine Kopf-Rumpf-Länge von etwa 70 Zentimetern, eine Schulterhöhe von 45 bis 50 Zentimetern und ein Gewicht von 14 bis 16 kg. Der Schwanz hat eine Länge von 9 bis 12 Zentimeter. Die Vorderbeine sind kürzer als die Hinterbeine. Die Augen sind klein. Das Fell hat eine rotbraune bis kastanienbraune Färbung. Der Kleinmazama besitzt einen polymorphen diploiden Chromosomensatz von 2n = 36 bis 39.

## Lebensraum und Lebensweise
Der Kleinmazama kommt in ebenen, hügeligen und bergigen Gegenden mit feuchten Mischwäldern und Araukarienwäldern vor. Er lebt dort im dichten Unterholz und Bambusdickichten. Über die Ernährung des Kleinmazamas ist nichts Genaueres bekannt. Es ist aber anzunehmen, dass er sich wie andere Spießhirsche von Blättern, Gräsern und Früchten ernährt, wobei die Nahrung selektiv aufgenommen wird. Auch über die Fortpflanzung ist nur wenig bekannt. Jungtiere werden von September bis Februar geboren. Sie sind bei der Geburt 1 bis 1,3 kg schwer. Der Kleinmazama ist ein Einzelgänger und sowohl tag- als auch nachtaktiv.

## Systematik
Der Kleinmazama ist eine Art aus der Gattung der Spießhirsche (Mazama) innerhalb der Familie der Hirsche (Cervidae). Zur Gattung Mazama werden insgesamt etwa zehn Arten gezählt, die in Mittel- und Südamerika verbreitet sind. Der Kleinmazama ist nah mit dem in der Serra do Mar vorkommenden Küstenwald-Mazama (Mazama jucunda) verwandt. Beide Arten trennten sich erst im Unteren Pleistozän vor rund einer Million Jahren voneinander und die genetischen Divergenz zwischen den beiden Arten beträgt lediglich 1,3 %. Die Erstbeschreibung der Art erfolgte 1872 durch den deutschen Zoologen Reinhold Hensel unter der Bezeichnung Cervus nana, wobei Rio Grande do Sul als Typuslokalität gilt.

## Gefährdung
Die IUCN schätzt den Bestand des Kleinmazamas als gefährdet (vulnerable) ein. 2015 erwartete sie für die nächsten 15 Jahre (drei Generationen) einen Rückgang der Population um 30 % und es besteht keine Aussicht auf Besserung. Hauptursachen für den vermuteten Rückgang sind der auf kleine Waldreste reduzierte Lebensraum der Art, Wilderei und von domestizierten Huftieren übertragene Krankheiten. Viele Exemplare fallen auch streunenden Haushunden, dem Straßenverkehr und dem übermäßigen Einsatz von Chemikalien in der Landwirtschaft zum Opfer. Der Kleinmazama kommt auch in verschiedenen Nationalparks und anderen Schutzgebieten vor, in Brasilien z. B. in den Nationalparks Araucárias, Iguaçu und Serra do Itajaí, in Argentinien unter anderem im Nationalpark Iguazú.